# John Wesley Jarvis

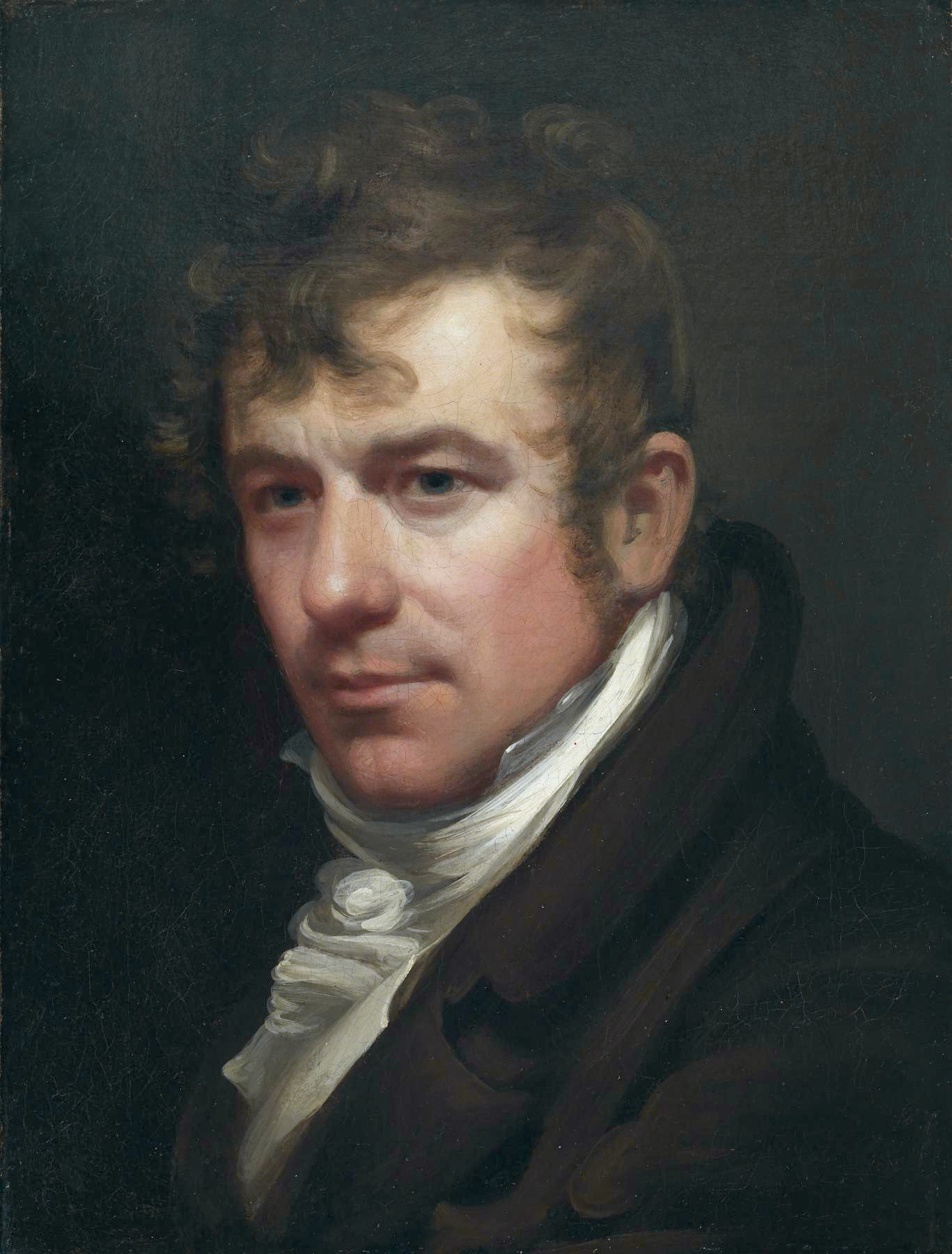
Autorretrato, hacia 1812, Museo Walters.

John Wesley Jarvis (South Shields, 1780 o 1781 - 14 de enero de 1839) fue un pintor estadounidense.

## Biografía
John Wesley Jarvis (sobrino del líder metodista John Wesley), nació en South Shields, Inglaterra. Su padre era un marino inglés que se mudó con su familia a los Estados Unidos a mediados de la década de 1780. La familia Jarvis se estableció en Filadelfia; allí pasó su infancia y comenzó su formación artística. Se sabe que frecuentó el estudio del ya anciano retratista de la época colonial Matthew Pratt y que conoció al pintor danés Christian Gullager. Su instrucción formal comenzó alrededor de 1796, cuando se convirtió en aprendiz de Edward Savage. También pasó temporadas con David Edwin, un grabador inglés también empleado por Savage.
Jarvis se trasladó a Nueva York en 1801 con Edward Savage y en apenas un año ya se había establecido por su cuenta como grabador. En 1803 comenzó a colaborar con Joseph Wood, asociación que se mantendría durante siete años. Juntos ejecutaron grabados, miniaturas y retratos más grandes. Jarvis había aprendido la técnica de la pintura en miniatura de Edward Malbone; en este mismo periodo comenzó también a producir sus primeras pinturas al óleo. Además, dirigía una escuela de dibujo y realizaba retratos de perfil por poco dinero. Gozó de gran prestigio en la ciudad de Nueva York, aunque su sociabilidad y su excéntrico modo de vida afectaron a su trabajo. Visitó Baltimore, Charleston y Nueva Orleans, donde pintó retratos de importantes personajes, especialmente en Nueva Orleans, donde retrató al General Andrew Jackson. Tuvo entre sus ayudantes, en distintos momentos, a Thomas Sully y a Henry Inman. Mostraba un estilo muy particular tanto en su vestimenta como en sus costumbres y sus mots eran frecuentemente objeto de chismorreo.

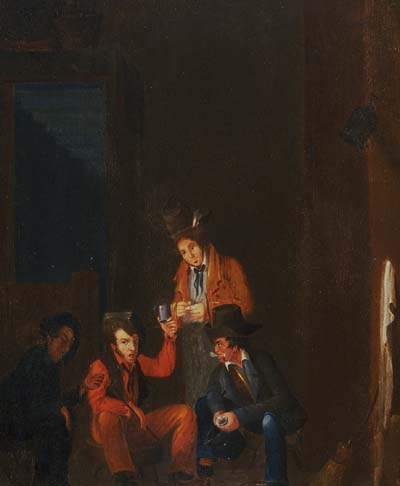
Los hermanos Lafitte en el Bar de Dominique You, atribuida a John Wesley Jarvis (c. 1821, óleo sobre panel de madera)

En 1809, Jarvis contrajo matrimonio con Betsy Burtis (quién murió cuatro años más tarde, en 1813, dejándolo con dos niños). Se mudó con su familia a fin de conseguir encargos de retratos en Baltimore. A pesar de que hizo ocasionales viajes de regreso a Nueva York, permaneció en Baltimore durante varios años. Posteriormente, aunque mantuvo Nueva York como su residencia base, continuó con la costumbre de tener otras residencias en otras ciudades durante el resto de su vida. Durante la década de 1820 y 30 años, por ejemplo, buscó trabajo en Carolina del Sur, Kentucky, Luisiana, Massachusetts, Washington, Virginia, Ohio y Georgia. Su aprendiz, Henry Inman, probablemente le acompañó en estos viajes hasta que pusieron fin a su relación profesional en 1822.
Jarvis alcanzó la cima de su profesión en 1814, cuando asumió un encargo sin precedentes de la ciudad de Nueva York para pintar  seis retratos de cuerpo entero de los héroes navales de la Guerra anglo-estadounidense de 1812 (previamente, Gilbert Stuart había abandonado este importante proyecto a raíz una disputa con los clientes). Durante más de una década, fue el principal retratista de Nueva York, estableciendo importantes vínculos con la élite política, mercantil y cultural. Jarvis fue también un personaje peculiar, conocido por su vestimenta ostentosa, sus modales frívolos y su propensión a consumir alcohol. Era conocido por ser un contador de historias muy divertido y tuvo numerosos vínculos con el mundo del teatro.
Ya en la década de 1820, sin embargo, sufrió algunos reveses personales. En 1823 fue demandado con éxito por su aprendiz, John Quidor, por incumplimiento de contrato, y al año siguiente perdió la custodia de sus hijos en una batalla legal con su exesposa. Una década más tarde, en 1834, sufrió un accidente cerebrovascular mientras estaba en Nueva Orleans que le dejó muy debilitado. Parcialmente paralizado y mentalmente incapacitado, pasó el resto de su vida en la ciudad de Nueva York, al cuidado de su hermana. Murió en la pobreza en 1840.
Algunas de sus pinturas se encuentran en las colecciones de la Sociedad Histórica de Nueva York, y en el Museo Metropolitano de Arte.